# Tharmas
Tharmas, negli scritti mitologici di William Blake, è uno dei quattro Zoa che si furono creati quando Albione, l'uomo primigenio, fu diviso in quattro parti. Tharmas rappresenta l'istinto, la natura e l'unità. La sua controparte femminile è Enion.
Come Zoa, Tharmas simboleggia la luna, il petto, l'ovest. Il suo eden è Beulah.